# Ourcq (metrostation)
Ourcq is een station van de metro in Parijs langs de metrolijn 5, in het 19e arrondissement.
De naam verwijst naar de Rue de l'Ourcq, en het nabijgelegen Canal de l'Ourcq, beiden genoemd genoemd naar de rivier Ourcq, een zijtak van de Marne.
Bobigny - Pablo Picasso · 
Bobigny - Pantin - Raymond Queneau · 
Église de Pantin · 
Hoche · 
Porte de Pantin · 
Ourcq · 
Laumière · 
Jaurès · 
Stalingrad · 
Gare du Nord · 
Gare de l'Est · 
Jacques Bonsergent · 
République · 
Oberkampf · 
Richard-Lenoir · 
Bréguet - Sabin · 
Bastille · 
Quai de la Rapée · 
Gare d'Austerlitz · 
Saint-Marcel · 
Campo-Formio · 
Place d'Italie